# Joplin (Missouri)
Joplin je americké město na pomezí okresů Jasper a Newton, v jihozápadní části státu Missouri. Podle údajů ze sčítání lidu v roce 2010 zde žilo 50 150 obyvatel a je tak největším městem v okresu Jasper. Přesto není hlavním městem okresu, tím je Carthage. V celém okolí města pak žije 174 300 lidí.
I když si mnoho lidí myslí, že je město pojmenováno po skladateli Scottovi Joplinovi, není tomu tak. Joplin je ve skutečnosti pojmenován po Reverendu Harrisi Joplinovi, zakladateli místního shromáždění metodistů. Město Joplin bylo založeno roku 1873 a rychle se rozrůstalo a bohatlo díky těžbě zinku, po druhé světové válce se však zvláště ekonomický růst zeslabil kvůli značnému poklesu ceny zinku. Město je známé jako jedna ze zastávek slavné silnice Route 66.
Do městské historie se neblaze zapsala dvě silná tornáda. První město zasáhlo 6. května 1971. Zabilo jednoho člověka a padesát dalších zranilo a způsobilo mohutné škody na místních budovách. Druhé je z 22. května 2011, které zabilo přes 158 lidí a mnoho dalších zranilo, poničeno bylo mnoho budov včetně školního komplexu a nemocnice.